# 守れ国体、葬れ邪教
「守れ国体、葬れ邪教」（まもれこくたい、ほうむれじゃきょう）は、現・大垣市立興文小学校の興文会が1933年に作成した、キリスト教宣教団体美濃ミッション排撃の歌。メロディーは軍歌の「戦友」（此處は御國を何百里）。
全10番から成り、官民一体となった同ミッション排斥運動で用いられた。

## 歌詞
| 「 | 富士の霊峰（れいほう）いや高く 激浪吼ゆる太平洋 君が御稜威をたたえつつ 断じて護る我が力 世界に類なき国体を 護るは我等国民の 錬え錬えし愛国の 歴史栄えある三千年 桜花（さくらばな）さく日の本の 国に生まれし我らこそ 敬神崇祖（けいしんすうそ）の誠意あり 世界を導く大義あり 皇統連綿ゆるぎなく 祖国日本は道の国 皇太神宮尊崇の 精神（こころ）は大和魂ぞ 起こって国体擁護せよ 神は我等の祖先なり 神を敬う心こそ 我が国体の精華なり 我が国体の尊厳を 害なう彼らミッションの 排撃目ざす 我らこそ 使命に生きる国民ぞ 血潮漲る憂国の 麋城（びじょう）の健児の力もて 倒せミッション倭異奴輩（ワイドハイ） 正々堂々最後まで 日本魂汚さじと 烽火は天を焦がすなり 吾等の声に力あり 正義の力に敵ぞなし いざ起て勇士時は今 我市四萬の健児らよ 邪教の牙城を葬りて 正義の御旗輝かせ 金鉄溶かす熱血は 我全身ににぢみけり 仰げ国体我市民 護れ皇国我市民 | 」 |

## 背景
セディ・リー・ワイドナー宣教師は、岐阜県大垣市で美濃ミッションを創立し、キリスト教主義幼稚園を開始した。美濃ミッションは、聖書信仰、再臨を信じ、偶像を拝まないキリスト教信仰を持っていた。この信仰により美濃ミッションの児童たちは、1929年、大垣市中小学校（現大垣市立興文小学校）で行われた県社常葉神社の参拝と、1933年の伊勢神宮参拝を拒んだ。そのため「国体の尊厳」をおびやかす「邪教」とされ、官民一体となった美濃ミッション排撃運動が起こった。大野伴睦は「市民は合法的に、実力で美濃ミッションを閉鎖せよ」と述べた。煽動された地元民は市中でこの歌を盛んに歌い、美濃ミッションの本部前にも集まって歌った。この事件は大垣に留まらず、新聞報道により全国に知れ渡った。美濃ミッション排撃運動により、美濃ミッションの児童たちは義務教育から締め出され、美濃ミッションの幼稚園は閉鎖に追い込まれた。